# 산내면 (밀양시)
산내면(山內面)은 대한민국 경상남도 밀양시의 면이다.

## 개요
산내면은 밀양시의 동북부에 위치하며, 시청에서 22km 떨어진 곳에 위치하고 있다. 가지산, 천황산, 운문산, 억산 등으로 둘러쌓인 산간 협곡지대 형성하며, 국도 제24호선이 면 중심부로 통과한다. 산내면에는 삼복더위에도 얼음이 어는 얼음골이 소재(천연기념물 제224호)하고 있으며 기후와 토질에 의해 고당도 얼음골 사과생산의 주산지이다.

## 행정 구역
- 임고리
- 삼양리
- 남명리
- 가인리
- 봉의리
- 송백리
- 용전리
- 원서리

## 교육
- 산내초등학교
- 산내남명초등학교
- 밀양동강중학교

## 같이 보기
- 대한민국의 행정 구역
- 포털:대한민국